# Dennis Zimmermann
Dennis Zimmermann (5 maggio 1981) è un ex giocatore di football americano tedesco, che ha giocato come quarterback.
Dopo aver giocato per le giovanili dei Berlin Bears e dei Berlin Adler passa in prima squadra con questi ultimi; si trasferisce nel 2005 ai Braunschweig Lions, nei quali militerà fino al 2011.

## Palmarès
- 1 Europeo (2010)
- 5 German Bowl (Berlin Adler: 2004; Braunschweig Lions: 2005, 2006, 2007, 2008)